# İsmail Ege Şaşmaz
İsmail Ege Şaşmaz (ur. 25 listopada 1993 w Manisie) – turecki aktor.

## Życiorys
Zaczął uczyć się aktorstwa już w szkole średniej, a zadebiutował w telewizji w 2013, gdy zagrał w serialu Güneşi Beklerken. Ponadto zagrał w serialach takich jak Miłosne potyczki i Sen Çal Kapımı. 

## Filmografia
| Rok       | Tytuł                  | Rola         |
| --------- | ---------------------- | ------------ |
| 2013      | Güneşi Beklerken       | Barış        |
| 2015      | Günebakan              | Rüzgar       |
| 2016      | Aşk Yalanı Sever       | Serdar       |
| 2016      | Miłosne potyczki       | İbrahim      |
| 2017      | Lise Devriyesi         | Fırat Soyer  |
| 2018-2019 | Mehmetçik Kut'ül Amare | Mehmet       |
| 2020      | Sen Çal Kapımı         | Kaan Karadağ |